# Parafia św. Leonarda w Mircu
Parafia Świętego Leonarda w Mircu – jedna z 10 parafii dekanatu Starachowice-Północ diecezji radomskiej.

## Historia
- Mirzec w średniowieczu był własnością klasztoru w Wąchocku. Pierwotny drewniany kościół pw. św. Leonarda powstał wraz z ustanowieniem parafii ok. 1326. Obecny zaś zbudowano w latach 1844–1850 na miejscu poprzedniego. Konsekrował go 13 czerwca 1886 bp Antoni Franciszek Sotkiewicz. Przed kościołem znajduje się figura Matki Bożej Niepokalanej. Kościół jest budowlą trójnawową i orientowaną.

## Terytorium
- Do parafii należą: Mirzec Czerwona, Mirzec Korzonek, Mirzec Majorat, Mirzec Malcówki, Mirzec Ogrody, Mirzec Podkowalów, Mirzec Podborki, Mirzec Poddąbrowa, Mirzec Stary, Mirzec: ul. Langiewicza, Modrzewiowa,  Ostrożanka, Prędowskich, Trębowiec Duży, Trębowiec Mały, Trębowiec-Krupów, Tychów Nowy, Tychów Stary[1].

## Proboszczowie
- 1920 - 1952 - ks. Aleksander Cegłowski
- 1952 - 1953 - ks. Czesław Dąbrowski
- 1953 - 1960 - ks. Walenty Ślusarczyk
- 1960 - 1963 - ks. Leon Rafalski
- 1963 - 1977 - ks. Jan Żelaśkiewicz
- 1977 - 1992 - ks. Eugeniusz Cieślakowski
- 1992 - 2024 - ks. kan. Daniel Kobierski
- 2024- nadal - ks. Grzegorz Murawski